# Kantons van Meuse
Het Franse departement Meuse (55) omvat, sinds de hervorming van de kantons die bij wet doorgevoerd werd in 2013 en voor het eerst toegepast bij de departementsverkiezingen van maart 2015, nog 17 in plaats van 31 kantons. In een aantal gevallen werden afgeschafte kantons in hun geheel toegevoegd aan reeds bestaande kantons, in andere gevallen werden de gemeenten van afgeschafte kantons verdeeld over verschillende bestaande kantons of werden geheel nieuwe kantons gevormd.
Het beoogde doel van de hervorming was kantons te vormen die naar inwoneraantal vergelijkbaar groot zijn (maximaal 20% afwijking van het gemiddelde voor het departement) zodat de vertegenwoordiging van elk kanton in de departementsraad (twee als koppel verkozen raadsleden per kanton) voortaan ook ongeveer een gelijk aantal inwoners zouden vertegenwoordigen.
Het gemiddelde inwoneraantal voor een kanton in de Meuse bedraagt na de hervorming ongeveer 11.300 (pop. municipale 2013). De grootste afwijkingen hiervan zijn er voor Ancerville (+18%) en Stenay (-19%). Ter vergelijking, in 2013, voor de hervorming telde het kanton Commercy met 13.555 inwoners negen maal meer inwoners dan het nu afgeschafte Kanton Varennes-en-Argonne met slechts 1.523 inwoners.

De kantons van Meuse voor de herindeling van 22 maart 2015

De kantons van Meuse na de herindeling van 22 maart 2015

## Kantons van het departement Meuse na de hervorming van 2013
Bij de hervorming van de kantons werd geen rekening gehouden met de bestaande arrondissementsgrenzen, als gevolg hiervan liggen kantons niet langer steeds binnen eenzelfde arrondissement.
| Kanton | Kanton                      | Inwoners 2013* | Aantal gemeenten |
| ------ | --------------------------- | -------------- | ---------------- |
| 1      | Kanton Ancerville           | 13.290         | 25               |
| 2      | Kanton Bar-le-Duc-1         | 12.841         | 13               |
| 3      | Kanton Bar-le-Duc-2         | 12.074         | 5                |
| 4      | Kanton Belleville-sur-Meuse | 9.374          | 28               |
| 5      | Kanton Bouligny             | 9.446          | 26               |
| 6      | Kanton Clermont-en-Argonne  | 9.383          | 50               |
| 7      | Kanton Commercy             | 12.917         | 14               |
| 8      | Kanton Dieue-sur-Meuse      | 12.476         | 62               |
| 9      | Kanton Étain                | 10.427         | 42               |
| 10     | Kanton Ligny-en-Barrois     | 12.775         | 41               |
| 11     | Kanton Montmédy             | 9.990          | 45               |
| 12     | Kanton Revigny-sur-Ornain   | 11.649         | 28               |
| 13     | Kanton Saint-Mihiel         | 12.067         | 34               |
| 14     | Kanton Stenay               | 9.212          | 35               |
| 15     | Kanton Vaucouleurs          | 12.741         | 48               |
| 16     | Kanton Verdun-1             | 10.824         | 2                |
| 17     | Kanton Verdun-2             | 10.608         | 5                |

Bron: INSEE - *Inwoners 2013 = Population municipale

## Kantons van het departement Meuse voor de hervorming van 2013
Het Franse departement Meuse (55) omvatte 31 kantons:
| Arrondissement | Arrondissement | Kanton | Kanton                      |
| -------------- | -------------- | ------ | --------------------------- |
| 1              | Bar-le-Duc     | 1      | Ancerville                  |
| 1              | Bar-le-Duc     | 2      | Bar-le-Duc-Nord             |
| 3              | Verdun         | 3      | Charny-sur-Meuse            |
| 3              | Verdun         | 4      | Clermont-en-Argonne         |
| 2              | Commercy       | 5      | Commercy                    |
| 3              | Verdun         | 6      | Damvillers                  |
| 3              | Verdun         | 7      | Dun-sur-Meuse               |
| 3              | Verdun         | 8      | Étain                       |
| 3              | Verdun         | 9      | Fresnes-en-Woëvre           |
| 2              | Commercy       | 10     | Gondrecourt-le-Château      |
| 1              | Bar-le-Duc     | 11     | Ligny-en-Barrois            |
| 3              | Verdun         | 12     | Montfaucon-d'Argonne        |
| 1              | Bar-le-Duc     | 13     | Montiers-sur-Saulx          |
| 3              | Verdun         | 14     | Montmédy                    |
| 2              | Commercy       | 15     | Pierrefitte-sur-Aire        |
| 1              | Bar-le-Duc     | 16     | Revigny-sur-Ornain          |
| 2              | Commercy       | 17     | Saint-Mihiel                |
| 3              | Verdun         | 18     | Souilly                     |
| 3              | Verdun         | 19     | Spincourt                   |
| 3              | Verdun         | 20     | Stenay                      |
| 1              | Bar-le-Duc     | 21     | Seuil-d'Argonne             |
| 3              | Verdun         | 22     | Varennes-en-Argonne         |
| 1              | Bar-le-Duc     | 23     | Vaubecourt                  |
| 2              | Commercy       | 24     | Vaucouleurs                 |
| 1              | Bar-le-Duc     | 25     | Vavincourt                  |
| 3              | Verdun         | 26     | Verdun-Est                  |
| 2              | Commercy       | 27     | Vigneulles-lès-Hattonchâtel |
| 2              | Commercy       | 28     | Void-Vacon                  |
| 1              | Bar-le-Duc     | 29     | Bar-le-Duc-Sud              |
| 3              | Verdun         | 30     | Verdun-Ouest                |
| 3              | Verdun         | 31     | Verdun-Centre               |